# Первое поколение игровых систем
В первое поколение игровых систем выделяют игровые системы, произведённые с 1972 по 1977 годы, начиная с Magnavox Odyssey. Поколение продлилось до 1977 года, когда изготовители приставок типа «Pong» покинули рынок из-за обвала видеоигровой индустрии в 1977 году, и дальнейшего успеха приставок, основанных на микропроцессорах. В Японии поколение продолжилось до 1980 года, когда было прекращено производство Nintendo Color TV Game.

## История
Инженер Ральф Бер задумался над идеей интерактивного телевидения, разрабатывая в 1951 году телевизор для компании Loral в Нью-Йорке. Бер вначале не стал развивать эту идею, но она вернулась к нему в августе 1966 года, когда он был главным инженером и руководителем отдела проектирования оборудования в компании Sanders Associates. К декабрю 1966 года он вместе с другим сотрудником создал прототип, который позволял игроку перемещать линию по экрану. После демонстрации руководителю отдела исследований и разработок, было выделено финансирование, и проект получил официальный статус. Следующие несколько месяцев Бер потратил на разработку новых прототипов, а в феврале 1967 года поручил технику Биллу Харрисону приступить к сборке проекта:30.
Билл Руш присоединился к проекту для ускорения разработки, и позже третья разработанная машина была использована для создания электронной версии игры пинг-понг. Были созданы также несколько других игр, и у Бера появилась идея продать продукт компаниям кабельного телевидения. Прототип был показан в 1968 году вице-президенту Teleprompter Губерту Шлафи, который заключил договоренность с Sanders Associates. Разработка продолжилась и привела к финальному прототипу под названием «Brown Box», у которого было два контроллера, световой пистолет и шестнадцать переключателей, которыми можно было выбрать игру для запуска. Бер пытался договориться с некоторыми производителями, и согласие было достигнуто с Magnavox в 1969 году. Главные изменения, которые сделала Magnavox с консолью — использование программного переключения игр и удаление возможности вывода цветной графики, с целью уменьшения стоимости производства. Эта консоль была выпущена в мае 1972 года и названа Magnavox Odyssey.

## Цифровая электроника
Magnavox Odyssey была построена на 40 дискретных транзисторах и 40 диодах, и использовала комбинацию цифровых и аналоговых (для вывода и управления игрой) схем. Многие коллекционеры ошибочно называют эту систему аналоговой, объясняя это наличием дискретных компонентов. Поэтому Ральфу Беру пришлось уточнить, что система является цифровой, поскольку схемотехника синтеза элементов игры реализована при помощи вполне цифровой (двоичной) DTL-логики, пусть и собранной на дискретных элементах.
Она имела небольшой успех из-за ограниченного маркетинга, хотя впоследствии другие компании с подобными продуктами (включая Atari) должны были платить лицензионные отчисления в течение некоторого времени. Какое-то время это была самая прибыльная линия Sanders Associates, даже при том, что многие в компании были неблагосклонны к игровым разработкам.

Аркадная версия Pong

Многие из самых ранних игр, использующих цифровую электронику разрабатывались отдельными пользователями, работавшими на университетских мейнфреймах в Соединенных Штатах, которые создавали их в своё свободное время. Так, в 1961 году группа студентов в Массачусетском технологическом институте создала игру под названием Spacewar! на DEC PDP-1. В 1970 Нолэн Бушнелл впервые увидел Spacewar! в университете Юты. Затем он понял, что аркадная версия Spacewar! имеет коммерческий потенциал. Он вручную собрал компьютер для этой игры, используя для вывода чёрно-белый телевизор. В результате родилась игра Computer Space. Она не снискала коммерческого успеха и Бушнелл продолжил искать новые идеи. В 1971 он увидел демонстрацию Magnavox Odyssey и нанял Аллана Алькорна для создания аркадной версии игры пинг-понг с Magnavox Odyssey (используя уже схемотехнику ТТЛ), названную Pong.
Домашние видеоигры достигли популярности с выпуском домашней версии Pong в рождество 1975. Её успех породил сотни клонов, включая Coleco Telstar, которая стала довольно успешной с модельным рядом насчитывающим около десяти разновидностей.
Первое поколение видеоигр не использовало микропроцессора и было основано на индивидуально программируемых конечных автоматах, собранных на дискретных логических ячейках, которые непосредственно включали каждый элемент игры. Более поздние консоли этого поколения перешли на заказные чипы, например Atari Pong производилась используя серию чипов AY-3-8500 производства General Instruments.

## Список игровых систем, сделанных в первом поколении

### Домашние консоли
| Название         | Дата выхода | Производитель |
| ---------------- | ----------- | ------------- |
| Magnavox Odyssey | 1972        | Magnavox      |
| Pong             | 1975        | Atari         |
| Philips Odyssey  | 1976        | Philips       |

### Выделенные консоли
| Название                                    | Дата выхода | Производитель                   |
| ------------------------------------------- | ----------- | ------------------------------- |
| Ping-o-Tronic                               | 1974        | Zanussi/Sèleco                  |
| Coleco Telstar                              | 1976        | Coleco                          |
| APF TV Fun                                  | 1976        | APF                             |
| TV Scoreboard                               | 1976        | RadioShack                      |
| Binatone TV Master Mk IV                    | 1977        | Binatone                        |
| Color TV Game 6 (только Япония)             | 1977        | Nintendo                        |
| Color TV Game 15 (только Япония)            | 1978        | Nintendo                        |
| Color TV Racing 112 (только Япония)         | 1978        | Nintendo                        |
| Color TV Game Block Breaker (только Япония) | 1979        | Nintendo                        |
| Nintendo Color TV Game (только Япония)      | 1980        | Nintendo                        |
| BSS 01 (только ГДР)                         | 1980        | Kombinat Mikroelektronik Erfurt |